# Sierras de Balcarce
Sierras de Balcarce är en bergskedja i Argentina.   Den ligger i provinsen Buenos Aires, i den sydöstra delen av landet, 400 km söder om huvudstaden Buenos Aires.
Trakten runt Sierras de Balcarce består till största delen av jordbruksmark. Runt Sierras de Balcarce är det mycket glesbefolkat, med 3 invånare per kvadratkilometer.